# Grand Prix Monako 1976
Grand Prix Monako 1976 (oryg. Grand Prix Automobile de Monaco) – szósta runda Mistrzostw Świata Formuły 1 w sezonie 1976, która odbyła się 30 maja 1976, po raz 23. na torze Circuit de Monaco.
34. Grand Prix Monako, 23. zaliczane do Mistrzostw Świata Formuły 1.

## Klasyfikacja
| Legenda oznaczeń w tabelach wyników Wyświetl szablon na nowej stronie | Legenda oznaczeń w tabelach wyników Wyświetl szablon na nowej stronie                                                                     |
| Oznaczenie                                                            | Wyjaśnienie |
| --------------------------------------------------------------------- | --- |
| Złoty                                                                 | Zwycięzca lub mistrzostwo |
| Srebrny                                                               | 2. miejsce lub wicemistrzostwo |
| Brązowy                                                               | 3. miejsce lub II wicemistrzostwo |
| Zielony                                                               | Ukończył, punktował (w klasyfikacji generalnej, gdy zdobył co najmniej jeden punkt na przestrzeni sezonu, poza trzema powyższymi opcjami) |
| Niebieski                                                             | Ukończył, nie punktował (w klasyfikacji generalnej, gdy nie zdobył co najmniej jednego punktu na przestrzeni sezonu)                      |
| Czerwony                                                              | Nie zakwalifikował się (NZ) |
| Czerwony                                                              | Nie prekwalifikował się (NPK) |
| Różowy                                                                | Nie ukończył (NU) |
| Różowy                                                                | Niesklasyfikowany (NS) (w klasyfikacji generalnej, gdy nie został sklasyfikowany w żadnym wyścigu sezonu)                                 |
| Czarny                                                                | Zdyskwalifikowany (DK) |
| Czarny                                                                | Wykluczony (WYK/EX) |
| Biały                                                                 | Nie wystartował (NW) |
| Biały                                                                 | Kontuzjowany (K/INJ) |
| Biały                                                                 | Wyścig odwołany (OD/C) |
| Bez koloru                                                            | Został wycofany (WYC/WD) |
| Bez koloru                                                            | Nie przybył (NP/DNA) |
| Bez koloru                                                            | Nie brał udziału w treningach (NT/DNP) |
| Bez koloru                                                            | Nie został zgłoszony (–) |
| Pogrubienie                                                           | Start z pole position |
| Kursywa                                                               | Najszybsze okrążenie wyścigu |
| †                                                                     | Nie ukończył, ale jego rezultat został zaliczony ze względu na przejechanie więcej niż 90% dystansu wyścigu.                              |
| *                                                                     | Sezon w trakcie |
| 1/2/3                                                                 | Punktowana pozycja w sprincie kwalifikacyjnym                                                                                             |
| Lista systemów punktacji Formuły 1                                    | |

| Pos | No | Kierowca           | Konstruktor        | Okrążeń | Czas/powód NU | Poz. Start. | Punktów |
| --- | -- | ------------------ | ------------------ | ------- | ------------- | ----------- | ------- |
| 1   | 1  | Niki Lauda         | Ferrari            | 78      | 1:59:51.47    | 1           | 9       |
| 2   | 3  | Jody Scheckter     | Tyrrell-Ford       | 78      | + 11.13       | 5           | 6       |
| 3   | 4  | Patrick Depailler  | Tyrrell-Ford       | 78      | + 1:04.84     | 4           | 4       |
| 4   | 34 | Hans Joachim Stuck | March-Ford         | 77      | + 1 okrążenie | 6           | 3       |
| 5   | 12 | Jochen Mass        | McLaren-Ford       | 77      | + 1 okrążenie | 11          | 2       |
| 6   | 30 | Emerson Fittipaldi | Fittipaldi-Ford    | 77      | + 1 okrążenie | 7           | 1       |
| 7   | 16 | Tom Pryce          | Shadow-Ford        | 77      | + 1 okrążenie | 15          |         |
| 8   | 17 | Jean-Pierre Jarier | Shadow-Ford        | 76      | + 2 okrążenia | 10          |         |
| 9   | 8  | Carlos Pace        | Brabham-Alfa Romeo | 76      | + 2 okrążenia | 13          |         |
| 10  | 28 | John Watson        | Penske-Ford        | 76      | + 2 okrążenia | 17          |         |
| 11  | 21 | Michel Leclère     | Wolf-Williams-Ford | 76      | + 2 okrążenia | 18          |         |
| 12  | 26 | Jacques Laffite    | Ligier-Matra       | 75      | Wypadek       | 8           |         |
| 13  | 22 | Chris Amon         | Ensign-Ford        | 74      | + 4 okrążenia | 12          |         |
| 14  | 2  | Clay Regazzoni     | Ferrari            | 73      | Wypadek       | 2           |         |
| NU  | 6  | Gunnar Nilsson     | Lotus-Ford         | 39      | Silnik        | 16          |         |
| NU  | 10 | Ronnie Peterson    | March-Ford         | 26      | Wypadek       | 3           |         |
| NU  | 11 | James Hunt         | McLaren-Ford       | 24      | Silnik        | 14          |         |
| NU  | 9  | Vittorio Brambilla | March-Ford         | 9       | Zawieszenie   | 9           |         |
| NU  | 19 | Alan Jones         | Surtees-Ford       | 1       | Kolizja       | 19          |         |
| NU  | 7  | Carlos Reutemann   | Brabham-Alfa Romeo | 0       | Wypadek       | 20          |         |
| NZ  | 20 | Jacky Ickx         | Wolf-Williams-Ford |         |               |             |         |
| NZ  | 38 | Henri Pescarolo    | Surtees-Ford       |         |               |             |         |
| NZ  | 37 | Larry Perkins      | Boro-Ford          |         |               |             |         |
| NZ  | 24 | Harald Ertl        | Hesketh-Ford       |         |               |             |         |
| NZ  | 35 | Arturo Merzario    | March-Ford         |         |               |             |         |